# Trójca (obwód lwowski)
Trójca (ukr. Трійця) – wieś na Ukrainie. Należy do rejonu czerwonogrodzkiego w obwodzie lwowskim i liczy 285 mieszkańców.
Pod koniec XIX w. wieś w powiecie brodzkim, posiadająca przysiółek Kąty. Za II Rzeczypospolitej do 1934 roku wieś stanowiła samodzielną gminę jednostkową w powiecie radziechowskim w woj. tarnopolskim. W związku z reformą scaleniową została 1 sierpnia 1934 roku włączona do nowo utworzonej wiejskiej gminy zbiorowej Toporów w tymże powiecie i województwie. Po wojnie wieś weszła w struktury administracyjne Związku Radzieckiego.
W czasie okupacji niemieckiej mieszkająca tutaj ukraińska rodzina Diduchów ukrywała Żydów, czterech braci Peczeników, za co w 2013 roku Instytut Jad Waszem uhonorował tytułami Sprawiedliwych wśród Narodów Świata Andrija i Aneliję Diduchów oraz ich córkę Stefaniję Petruszkę z d. Diduch.